# Dan Lungren
Daniel Edward "Dan" Lungren, född 22 september 1946 i Long Beach, Kalifornien, är en amerikansk politiker (republikan). Han var ledamot av USA:s representanthus 1979–1989 och 2005–2013.
Lungren avlade 1968 kandidatexamen vid University of Notre Dame och 1971 juristexamen vid Georgetown University Law Center. Han var för första gången ledamot av representanthuset 1979–1989. Den gången representerade han ett distrikt dit Long Beach ingår. Distriktet hette först 34:e och efter 1983 42:a. Han var delstatens justitieminister 1991-1999. I 1998 års guvernörsval förlorade han mot demokraten Gray Davis. Doug Ose, som representerade Kaliforniens 3:e distrikt, dit på den tiden ingick förstäder till Sacramento, bestämde sig för att inte ställa upp till omval i 2004 års kongressval. Lungren besegrade Oses syster Mary Ose i primärvalet och behöll sedan mandatet för republikanerna.
I kongressvalet 2012 ställde Lungren upp i Kaliforniens 7:e distrikt, som till största delen hade ingått i Kaliforniens 3:e distrikt, och besegrades av Ami Bera.
Lungren är av svensk och irländsk härkomst. Han och hustrun Bobbi har tre barn.